# Bad Lieutenant: Port of Call - New Orleans
Bad Lieutenant: Port of Call - New Orleans is een Amerikaanse film uit 2009 van regisseur Werner Herzog. De hoofdrollen worden vertolkt door Nicolas Cage, Eva Mendes, Val Kilmer en Xzibit. De film is een nieuwe versie van Bad Lieutenant (1992) van regisseur Abel Ferrara. Net als de originele film zorgde Bad Lieutenant: Port of Call - New Orleans voor heel wat controverse omwille van enkele expliciete scènes.

## Verhaal
Terrence McDonagh is een politiesergeant uit New Orleans. Tijdens de doortocht van orkaan Katrina redt hij het leven van een gedetineerde. Hij bezeert zijn rug bij deze heldendaad. Achteraf krijgt hij een medaille en een promotie: voortaan is hij politieluitenant. De pijnstillers die Terrence slikt om zijn rugpijn te verzachten, bevallen hem wel. Maar de medicatie blijkt niet voldoende en dus grijpt Terrence naar drugs als heroïne en crack.
Naast een drugsverslaving heeft Terrence ook nog gokschulden. De problemen stapelen zich op, terwijl hij zich probeert staande te houden en moet onderzoeken wie er een familie van Senegalese immigranten vermoord heeft.

## Rolverdeling

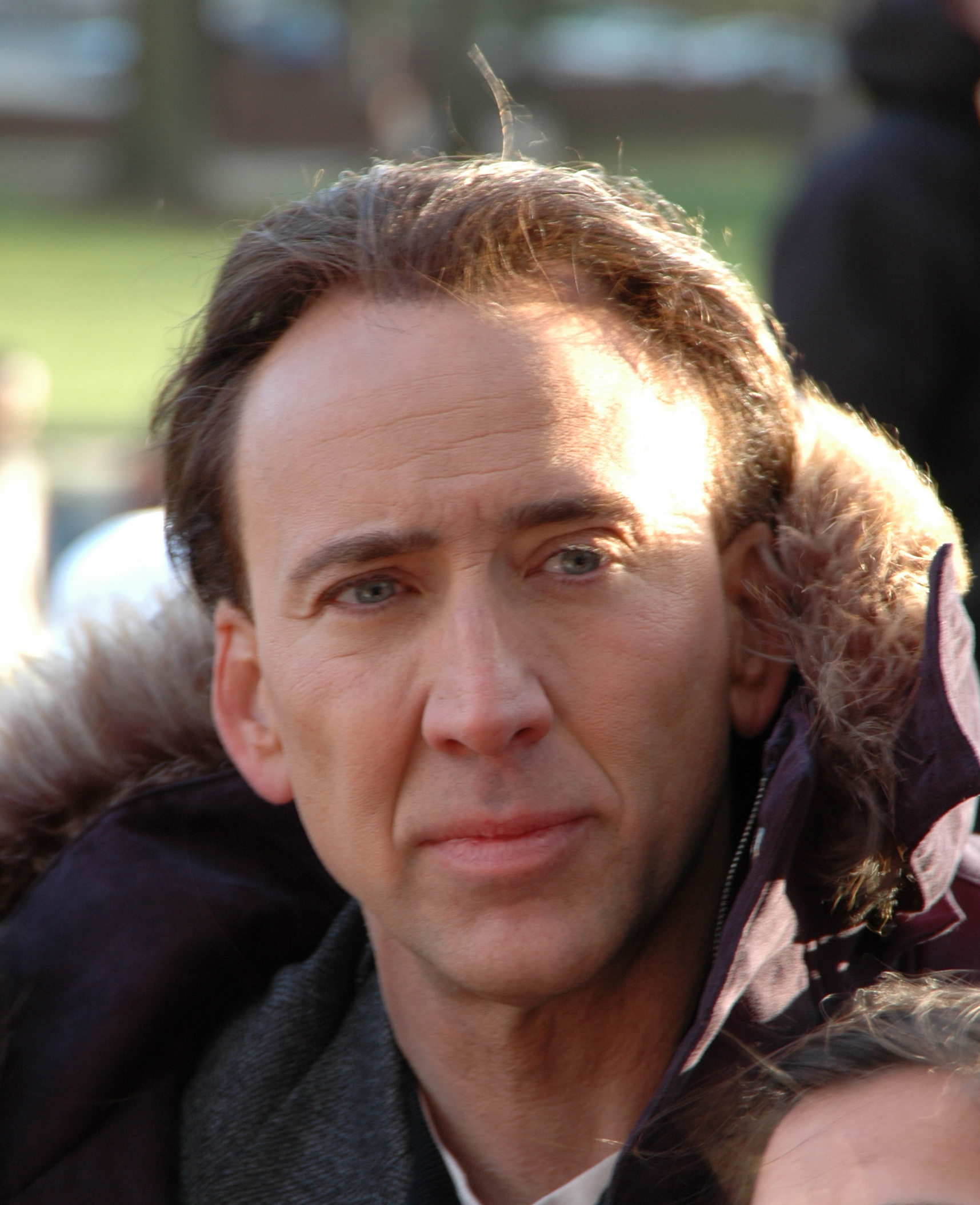
Nicolas Cage op de set van National Treasure. In die film speelt hij aan de zijde van Harvey Keitel, die in de originele Bad Lieutenant de hoofdrol vertolkte.

- Nicolas Cage - Terrence McDonagh
- Eva Mendes - Frankie Donnenfeld
- Val Kilmer - Stevie Pruit
- Xzibit - Big Fate
- Fairuza Balk - Heidi
- Jennifer Coolidge - Genevieve
- Tom Bower - Pat McDonough
- Brad Dourif - Ned Schoenholtz

## Productie
In mei 2008 werd de productie aangekondigd. tv-scenarist William Finkelstein pende een scenario neer en zag hoe Werner Herzog de regie naar zich toetrok. Nicolas Cage stapte aan boord als hoofdrolspeler, hij zou de controversiële bad lieutenant voor zijn rekening nemen. Terwijl iedereen van een nieuwe versie van Bad Lieutenant (1992) sprak, verdedigde de regisseur zich door te stellen dat beide films enkel een gelijkaardig hoofdpersonage delen en verder niets. Herzog voegde daar aan toe dat hij de originele film van Abel Ferrara nog nooit gezien had. Hij had graag een andere titel voor zijn film gehad, maar dat weigerde de filmstudio. Ferrara zelf liet dan weer optekenen dat hij razend was met het feit dat er een nieuwe versie gemaakt werd.
In juni 2008 werd Eva Mendes aan de acteurs toegevoegd. Zij speelde eerder al samen met Nicolas Cage in de film Ghost Rider (2007). Die film werd destijds door de filmcritici met de grond gelijk gemaakt. De film scoorde commercieel gezien wel goed.

## Trivia
- Nicolas Cage won in 1996 een Academy Award voor het spelen van een man met een alcoholverslaving. Ook in deze film lijdt zijn personage onder heel wat verslavingen.
- De cocaïne in de film is in feite babypoeder.
- Nicolas Cage is ook producer van de film.